# Khalid Boutaïb
Khalid Boutaïb, né le 24 avril 1987 à Bagnols-sur-Cèze, est un footballeur international marocain évoluant au poste d'attaquant au KAC Marrakech Il est également de nationalité française.

## Biographie

### L'apprentissage du monde amateur (2007-2014)
Né à Bagnols-sur-Cèze dans le sud de la France, ses parents sont originaires de Tetouan au nord du Maroc. Il présente la particularité d'avoir obtenu la note de 20 sur 20 en mathématiques au baccalauréat 
Khalid Boutaïb est formé dans le club de sa ville, avant de signer en 2007 dans le club d'Uzès. Il revient au FC Bagnols en 2010, puis évolue en 2011 à nouveau à Uzès. Il rejoint ensuite le club professionnel du FC Istres, où il ne joue qu'un seul petit match avec l'équipe première, avant de revenir jouer de nouveau à Uzès au cours de la saison 2012-2013. 
En 2013, il signe au Luzenac AP qui évolue en National. À la fin de la saison, le club s'assure une place sur le podium synonyme de promotion en Ligue 2, mais cette montée est refusée par la LFP et Khalid Boutaïb est libéré par le club.

### Découverte de la Ligue 2 (2014-2017)
À la fin de l'été 2014, âgé alors de 27 ans, il découvre le monde professionnel en rejoignant le Gazélec Ajaccio en Ligue 2 pour jouer la saison 2014-15. Il participe avec ce club à la montée historique en Ligue 1. Il jouera 38 matchs et marquera 10 buts en Ligue 1 dans la saison 2015-16 avec le Gazélec Ajaccio. 
Le 7 juillet 2016, il rejoint son ancien entraîneur du Gazélec, Thierry Laurey, au Racing Club de Strasbourg tout juste promu de National. Il dispute son premier match avec Strasbourg le 29 juillet 2016 contre Football Bourg-en-Bresse Péronnas. Il marque son premier but lors de la troisième journée de championnat contre Tours. Durant ce match, il inscrit un triplé et permet à son équipe de remporter le match 3-1. Il donne sa première passe décisive le 12 septembre 2016 contre l'ESTAC pour Dimitri Liénard. Pour son dernier match avant de s'envoler pour la CAN 2017 avec le Maroc, il inscrit ses dixième et onzième but contre les Chamois niortais pour le compte de la 19e journée de championnat. Finissant la saison avec vingt buts en championnat, Boutaïb est l'un des acteurs majeurs du sacre de Strasbourg en Ligue 2, synonyme de remontée dans l'élite.

### Départ pour la Turquie (2017-2019)
Ayant été l'un des meilleurs élément à Strasbourg, le 7 juin 2017, le joueur âgé de 30 ans finit par quitter la France pour s'engager gratuitement avec le Yeni Malatyaspor, promu en première division, pour une durée de deux saisons. Il joue son premier match de Süper Lig le 13 août 2017 face à Osmanlıspor où il est l'auteur d'un doublé (victoire, 3-1). Il finit la saison 2017-18 sur une statistique remarquable avec 17 buts marqués en 42 matchs. Il est récompensé par le sélectionneur français Hervé Renard en prenant part à la Coupe du monde 2018. Khalid Boutaïb est le seul joueur du Yeni Malatyaspor à prendre part à la plus prestigieuse compétition au monde.
À son retour de la Coupe du monde, il prolonge avec son club jusqu'en 2021.

### Passage en Égypte (2019-2020)
Le 7 janvier 2019, Boutaïb signe un contrat de trois ans et demi au sein du club égyptien du Zamalek SC.
À la fin de l'année 2019, des journaux affirment que le club a résilié le contrat de l'international marocain. Toutefois, la résiliation n'est officialisée qu'en février 2020. Le président du club affirme aux médias avoir réservé trois hôpitaux pour le joueur, blessé, mais que ce dernier n'a pas donné suite. Il ajoute : « Khalid Boutaïb a refusé de se soumettre à des examens médicaux pour savoir s’il doit se faire opérer. Il ne répond pas à nos lettres et refuse de se présenter au club. Son contrat est donc officiellement résilié. » Le joueur, selon la presse égyptienne, se serait rendu à la Fédération de football du pays pour porter plainte contre le Zamalek et réclamer ses arriérés de salaires et de primes.

### Retour en France (depuis 2020)
Libre depuis le mois de février, Boutaïb s’engage le 5 octobre 2020 pour deux ans, plus un une année optionnelle, au Havre AC. Il échoit du numéro 13 et apporte son expérience de la Ligue 2 au groupe de Paul Le Guen.
Devant faire ses débuts le 17 octobre contre Châteauroux, Boutaïb est bloqué par son ancien du club du Zamalek en raison de problèmes administratifs non réglés lors de la résiliation du joueur. Il est finalement éligible à partir du 16 janvier. Sur la deuxième partie de championnat, il prend part à 15 rencontres, en débutant 9 et inscrivant 2 buts.
Le 31 janvier 2022, il s'engage pour une durée d'un an et demi avec le Paris FC. Il retrouve son ancien coach Thierry Laurey sous les ordres duquel il évoluait à Ajaccio puis à Strasbourg. 
Il est victime d'une rupture du ligament croisé lors de la dernière journée contre Grenoble, l'empêchant de disputer les play-offs d’accession à la Ligue 1. 

### Pau FC (depuis 2023)
En fin de contrat , il décide le 3 juillet 2023 de s'engager avec le Pau FC, en Ligue 2. Pour le premier match officiel de la saison, il marque le 7 aout 2023, lors de la victoire de Pau contre Bordeaux.

### Carrière internationale (2016-2019)
Il joue son unique match de la CAN 2017 contre la Côte d'Ivoire lors du dernier match de la phase de poule en entrant en jeu dans le temps additionnel à la place du Nimois Rachid Alioui. Il atteindra avec le Maroc les quarts de finale de la Coupe d'Afrique en se faisant éliminer par l'Égypte. En 2018, il sera sélectionné par l'entraîneur Hervé Renard pour prendre part à la Coupe du monde 2018.

## Statistiques

### En club
| Saison                | Club                  | Championnat           | Championnat | Championnat | Championnat | Coupe nationale | Coupe nationale | Coupe nationale | Coupe de la Ligue | Coupe de la Ligue | Coupe de la Ligue | Compétition(s) continentale(s) | Compétition(s) continentale(s) | Compétition(s) continentale(s) | Compétition(s) continentale(s) | Total | Total | Total |
| Saison                | Club                  | Division              | M.          | B.          | P.d.        | M.              | B.              | P.d.            | M.                | B.                | P.d.              | Comp.                          | M.                             | B.                             | P.d.                           | M.    | B.    | P.d.  |
| 2007-2008             | ES Uzès               | CFA 2                 | -           | -           | -           | -               | -               | -               | -                 | -                 | -                 | -                              | -                              | -                              | -                              | 0     | 0     | 0     |
| 2008-2009             | ES Uzès               | CFA 2                 | 1           | 3           | 0           | -               | -               | -               | -                 | -                 | -                 | -                              | -                              | -                              | -                              | 1     | 3     | 0     |
| 2009-2010             | ES Uzès               | CFA 2                 | 1           | 0           | 0           | -               | -               | -               | -                 | -                 | -                 | -                              | -                              | -                              | -                              | 1     | 0     | 0     |
| Sous-total            | Sous-total            | Sous-total            | 2           | 3           | 0           | -               | -               | -               | -                 | -                 | -                 | -                              | -                              | -                              | -                              | 2     | 3     | 0     |
| 2010-2011             | FC Bagnols-Pont       | CFA 2                 | 3           | 2           | 0           | 1               | 1               | 0               | -                 | -                 | -                 | -                              | -                              | -                              | -                              | 4     | 3     | 0     |
| 2011-2012             | ES Uzès               | CFA                   | 33          | 13          | 2           | 1               | 0               | 0               | -                 | -                 | -                 | -                              | -                              | -                              | -                              | 34    | 13    | 2     |
| 2012-2013             | FC Istres             | Ligue 2               | -           | -           | -           | 1               | 0               | 0               | -                 | -                 | -                 | -                              | -                              | -                              | -                              | 1     | 0     | 0     |
| 2012-2013             | ES Uzès               | National              | 24          | 6           | 0           | -               | -               | -               | -                 | -                 | -                 | -                              | -                              | -                              | -                              | 24    | 6     | 0     |
| 2013-2014             | Luzenac AP            | National              | 33          | 8           | 0           | -               | -               | -               | -                 | -                 | -                 | -                              | -                              | -                              | -                              | 33    | 8     | 0     |
| Sous-total            | Sous-total            | Sous-total            | 93          | 29          | 2           | 3               | 1               | 0               | -                 | -                 | -                 | -                              | -                              | -                              | -                              | 96    | 30    | 2     |
| 2014-2015             | GFC Ajaccio           | Ligue 2               | 28          | 6           | 2           | 1               | 0               | 0               | -                 | -                 | -                 | -                              | -                              | -                              | -                              | 29    | 6     | 2     |
| 2015-2016             | GFC Ajaccio           | Ligue 1               | 21          | 6           | 2           | 4               | 4               | 0               | -                 | -                 | -                 | -                              | -                              | -                              | -                              | 25    | 10    | 2     |
| Sous-total            | Sous-total            | Sous-total            | 58          | 12          | 4           | 5               | 4               | 0               | -                 | -                 | -                 | -                              | -                              | -                              | -                              | 63    | 16    | 4     |
| 2016-2017             | RC Strasbourg         | Ligue 2               | 34          | 20          | 4           | 1               | 1               | 0               | 2                 | 0                 | 0                 | -                              | -                              | -                              | -                              | 37    | 21    | 4     |
| 2017-2018             | Yeni Malatyaspor      | Süper Lig             | 32          | 12          | 3           | 1               | 0               | 0               | -                 | -                 | -                 | -                              | -                              | -                              | -                              | 33    | 12    | 3     |
| 2018-2019             | Yeni Malatyaspor      | Süper Lig             | 16          | 4           | 3           | 2               | 1               | 1               | -                 | -                 | -                 | -                              | -                              | -                              | -                              | 18    | 5     | 4     |
| Sous-total            | Sous-total            | Sous-total            | 48          | 16          | 6           | 3               | 1               | 1               | -                 | -                 | -                 | -                              | -                              | -                              | -                              | 51    | 17    | 7     |
| 2018-2019             | Zamalek SC            | EPL                   | 11          | 4           | 0           | -               | -               | -               | -                 | -                 | -                 | CC                             | 8                              | 1                              | 1                              | 19    | 5     | 1     |
| 2019-2020             | Zamalek SC            | EPL                   | 3           | 0           | 0           | -               | -               | -               | -                 | -                 | -                 | CC                             | 2                              | 0                              | 0                              | 5     | 0     | 0     |
| Sous-total            | Sous-total            | Sous-total            | 14          | 4           | 0           | -               | -               | -               | -                 | -                 | -                 | -                              | 10                             | 1                              | 1                              | 24    | 5     | 1     |
| 2020-2021             | Le Havre AC           | Ligue 2               | 15          | 2           | 0           | 1               | 0               | 0               | -                 | -                 | -                 | -                              | -                              | -                              | -                              | 16    | 2     | 0     |
| 2021-2022             | Le Havre AC           | Ligue 2               | 19          | 5           | 0           | 1               | 0               | 0               | -                 | -                 | -                 | -                              | -                              | -                              | -                              | 20    | 5     | 0     |
| Sous-total            | Sous-total            | Sous-total            | 34          | 7           | 0           | 2               | 0               | 0               | -                 | -                 | -                 | -                              | -                              | -                              | -                              | 36    | 7     | 0     |
| 2021-2022             | Paris FC              | Ligue 2               | 15          | 4           | 2           | -               | -               | -               | -                 | -                 | -                 | -                              | -                              | -                              | -                              | 15    | 4     | 2     |
| 2022-2023             | Paris FC              | Ligue 2               | 15          | 2           | 4           | 1               | 1               | 0               | -                 | -                 | -                 | -                              | -                              | -                              | -                              | 16    | 3     | 4     |
| Sous-total            | Sous-total            | Sous-total            | 30          | 6           | 6           | 1               | 1               | 0               | -                 | -                 | -                 | -                              | -                              | -                              | -                              | 31    | 7     | 6     |
| 2023-2024             | Pau FC                | Ligue 2               | 20          | 5           | 1           | 2               | 2               | 1               | -                 | -                 | -                 | -                              | -                              | -                              | -                              | 22    | 7     | 2     |
| Total sur la carrière | Total sur la carrière | Total sur la carrière | 333         | 102         | 23          | 17              | 10              | 2               | 2                 | 0                 | 0                 | -                              | 10                             | 1                              | 1                              | 362   | 113   | 26    |

### En sélection
Le tableau suivant liste les rencontres de l'équipe du Maroc dans lesquelles Khalid Boutaïb a été sélectionné depuis le 26 mars 2016 jusqu'à présent.

## Vie privée
La carrière de Kahlid Boutaïb a été marquée par une entrée tardive dans le monde professionnel, à l'âge de 27 ans. Initialement désintéressé par une carrière de footballeur, Boutaïb préférait se consacrer à ses études, envisageant une carrière dans le domaine nucléaire. Cependant, son engagement dans le football l'a progressivement conduit à gravir les échelons, participant à toutes les montées de la Division d'Honneur à la Ligue 1 avec diverses équipes. Boutaïb a notamment délibérément décliné une offre d'Arles-Avignon au moment de leur accession de National à la Ligue 1, privilégiant l'achèvement de ses études avec seulement 6 mois restants pour obtenir son BTS, sa priorité à l'époque.

## Palmarès
RC Strasbourg
- Ligue 2
  - Vainqueur en 2017

 Zamalek SC
- Coupe de la confédération
  - Vainqueur en 2019

- Coupe d'Égypte
  - Vainqueur en 2019